# Fratta Polesine
Fratta Polesine és un municipi italià de 2.801 habitants de la província de Rovigo, a la regió de Vèneto. Es tracta d'un indret habitat des de temps antics, tal com ho demostren els descobriments a les excavacions realitzades al voltant de l'any 1967. S'hi varen trobar restes arqueològiques, especialment ceràmiques i òssies, relatives als assentaments proto-vilanovins.
La localitat és coneguda sobretot per la Vil·la Badoer, una residència construïda per l'arquitecte Andrea Palladio l'any 1570 i declarada Patrimoni de la Humanitat per la Unesco.

## Agermanaments
- Tulcea, Romania

## Personatges il·lustres
- Giacomo Matteotti (1885-1924), polític socialista assassinat pel feixisme.[1]